# Туровка (Костромская область)
Туровка — деревня в Солигаличском районе Костромской области России. Входит в состав Солигаличского сельского поселения.

## География
Деревня расположена в северо-западной части Костромской области, в подзоне южной тайги, при автодороге 34К-225, на расстоянии приблизительно 2 км (по прямой) к северо-западу от Солигалича, административного центра района.

### Климат
Климат характеризуется как умеренно континентальный, с продолжительной холодной многоснежной зимой и коротким сравнительно тёплым летом. Среднегодовая температура воздуха — 1,9 °C. Средняя температура воздуха самого холодного месяца (января) — −12,7 °C (абсолютный минимум — −50 °C); самого тёплого месяца (июля) — 17 °C (абсолютный максимум — 35 °С). Безморозный период длится около 112—118 дней. Продолжительность периода активной вегетации растений (выше 10 °C) составляет примерно 125 дней. Годовое количество атмосферных осадков — 682 мм, из которых 442 мм выпадает в тёплый период. Снежный покров держится в течение 150—160 дней.

### Часовой пояс
Деревня Туровка, как и вся Костромская область, находится в часовой зоне МСК (московское время). Смещение применяемого времени относительно UTC составляет +3:00.

## Население
| 2008 | 2010 | 2014 |
| ---- | ---- | ---- |
| 5    | ↘0   | ↗5   |

### Национальный состав
Согласно результатам переписи 2002 года, в национальной структуре населения русские составляли 100 % из 5 чел.